# Potts Point
Potts Point est un quartier du centre-ville de Sydney, dans l'État de New South Wales, en Australie.
Potts Point est une banlieue densément peuplée située à 3 kilomètres à l'est du quartier central des affaires de Sydney (CBD) dans la zone d'administration locale de la Cité de Sydney. Le quartier est entouré par les banlieues de Woolloomooloo, Elizabeth Bay, Rushcutters Bay et Darlinghurst.

## Histoire
Potts Point est nommé en référence à Joseph Hyde Potts, qui était employé par la Banque de Nouvelle-Galles du Sud (Bank of New South Wales). Anciennement connu sous le nom Woolloomooloo Hill, circa 1830, Joseph Hyde Potts achète six hectares et demi de terres (26 000 m2) situés au bord de la baie de Sydney qu'il rebaptise Potts Point.